# Meromyza sororcula
Meromyza sororcula är en tvåvingeart som beskrevs av Lidia Ivanovna Fedoseeva 1962. Meromyza sororcula ingår i släktet Meromyza och familjen fritflugor. Inga underarter finns listade i Catalogue of Life.